# Rodrigo de Sousa Teixeira da Silva Alcoforado
Rodrigo de Sousa Teixeira da Silva Alcoforado (24 de Agosto de 1802 — 4 de Fevereiro de 1858), 2.º barão, 1.° visconde e 1.° conde de Vila Pouca, foi um militar do Exército Português, Governador das Armas do Porto.

## Biografia
Foi filho do general Gaspar Teixeira, 1.º visconde de Peso da Régua, e neto de Rodrigo de Sousa da Silva Alcoforado, capitão-general da Madeira. 
Na Guerra Civil Portuguesa seguiu o partido de D. Miguel I de Portugal, tal como o pai, sendo em 1830 nomeado coronel das Milícias de Guimarães.
Terminada a guerra, foi demitido do Exército, mas foi reintegrado, no posto de coronel, e nomeado comandante das milícias do 1.° distrito da Província do Minho e posteriormente governador militar de Braga.
Igualmente ocupou várias vezes o cargo de governador civil do distrito de Braga desde 26 de Fevereiro de 1842 a Dezembro de 1843; 6 de Outubro de 1846 a 8 de Novembro 1847 e 3 de Janeiro de 1848 a 3 de Maio de 1851